# Mung
Mung (mongolsky Möngö) znamená v doslovném překladu stříbro, čili stříbrňák. Jde o nižší peněžní jednotku používanou v Mongolsku hlavně před rokem 1990. Od okamžiku výrazných politických změn v zemi a velkého ekonomického přerodu ze socialismu sovětského typu k novému demokratickému zřízení s přechodem k soukromému vlastnictví, doznala mongolská měna výrazné meziroční inflace. Tato inflace se začala zpomalovat až v letech 2005–2006. Důsledkem bylo ale prakticky zmizení menší měnové jednotky z trhu. Zůstala měnová jednotka Tugrik (mongolsky Tögrög) a v oběhu jsou již bankovky v nominální hodnotě 20 000. Mung se na trhu prakticky nevyskytuje.